# Championnat du Qatar de football 2009-2010
Navigation
Saison précédente Saison suivante
La saison 2009-2010 du Championnat du Qatar de football est la quarante-sixième édition du championnat national de première division au Qatar. Les douze meilleures équipes du pays sont regroupées au sein d'une poule unique où elles s'affrontent deux fois au cours de la saison, à domicile et à l'extérieur. En fin de saison, l'avant-dernier du classement dispute un barrage de promotion-relégation face au 2e de D2 tandis que le dernier est directement relégué.
C'est le club d'Al-Gharafa Sports Club, double tenant du titre, qui remporte à nouveau la compétition, après avoir terminé en tête du classement final, avec trois points d'avance sur Sadd Sports Club et treize sur Al-Arabi Sports Club. C'est le 7e titre de champion du Qatar de l'histoire du club.

## Qualifications continentales
Le vainqueur du championnat ainsi que le gagnant de la Coupe du Qatar se qualifient pour la Ligue des champions. Si un club réalise le doublé, c'est le vice-champion qui obtient sa qualification. Une troisième place en barrage de la Ligue des champions est réservée au vice-champion (ou au 3e en cas de doublé).
De plus, deux autres équipes participent à la Coupe des clubs champions du golfe Persique.

## Les clubs participants
| - Al-Rayyan SC - Al-Arabi Sports Club - Al-Sailiya Sports Club - Al-Khor Sports Club - Al-Gharafa Sports Club - Al Ahly Doha - Promu de D2 | - Qatar SC - Sadd Sports Club - Umm Salal SC - Al Kharitiyath Sports Club - Al Shamal - Promu de D2 - Al-Wakrah Sports Club |

## Compétition

### Classement
Le classement est établi sur le barème de points classique (victoire à 3 points, match nul à 1, défaite à 0).
| Rang | Équipe                     | Pts | J  | G  | N | P  | Bp | Bc | Diff |
| ---- | -------------------------- | --- | -- | -- | - | -- | -- | -- | ---- |
| 1    | Al-Gharafa Sports Club (T) | 53  | 22 | 16 | 5 | 1  | 55 | 16 | +39  |
| 2    | Sadd Sports Club           | 50  | 22 | 15 | 5 | 2  | 55 | 22 | +33  |
| 3    | Al-Arabi Sports Club       | 40  | 22 | 12 | 4 | 6  | 52 | 30 | +22  |
| 4    | Qatar SC                   | 38  | 22 | 11 | 5 | 6  | 32 | 23 | +9   |
| 5    | Al-Rayyan SC (C)           | 37  | 22 | 11 | 4 | 7  | 41 | 30 | +11  |
| 6    | Al Kharitiyath Sports Club | 29  | 22 | 8  | 5 | 9  | 23 | 36 | -13  |
| 7    | Umm Salal SC               | 28  | 22 | 7  | 7 | 8  | 27 | 30 | -3   |
| 8    | Al-Wakrah Sports Club      | 27  | 22 | 8  | 3 | 11 | 44 | 44 | 0    |
| 9    | Al-Khor Sports Club        | 20  | 22 | 5  | 5 | 12 | 21 | 30 | -9   |
| 10   | Al Ahly Doha (P)           | 20  | 22 | 6  | 2 | 14 | 31 | 53 | -22  |
| 11   | Al-Sailiya Sports Club     | 19  | 22 | 4  | 7 | 11 | 16 | 28 | -12  |
| 12   | Al Shamal (P)              | 8   | 22 | 2  | 2 | 18 | 17 | 72 | -55  |

|  | Qualification pour la Ligue des champions de l'AFC 2011                      |
|  | Qualification pour la Coupe des clubs champions du golfe Persique 2011       |
|  | Participation au barrage de promotion-relégation                             |
|  | Relégation directe en deuxième division                                      |
|  | (T) : Tenant du titre (C) : Vainqueur de la Coupe du Qatar (P) : Promu de D2 |

### Matchs
| Résultats (▼dom., ►ext.)   | Sad | Ray | Gha | Qat | UmS | Kho | Wak | Kha | Ara | Sai | Sha | Ahl |
| Sadd Sports Club           |     | 4-3 | 1-1 | 3-0 | 5-0 | 2-1 | 0-0 | 1-1 | 3-3 | 2-1 | 5-1 | 3-0 |
| Al-Rayyan SC               | 1-4 |     | 0-3 | 1-3 | 0-0 | 2-1 | 5-2 | 0-1 | 3-1 | 0-0 | 3-0 | 2-0 |
| Al-Gharafa Sports Club     | 4-1 | 4-1 |     | 0-0 | 1-0 | 4-1 | 2-3 | 2-0 | 2-1 | 1-0 | 8-1 | 4-0 |
| Qatar SC                   | 1-1 | 5-2 | 3-3 |     | 0-0 | 2-0 | 1-0 | 3-1 | 1-3 | 3-0 | 0-3 | 2-0 |
| Umm Salal SC               | 1-0 | 1-1 | 1-3 | 0-1 |     | 1-0 | 2-2 | 3-3 | 1-3 | 1-0 | 4-1 | 3-2 |
| Al-Khor Sports Club        | 0-2 | 0-0 | 0-1 | 1-1 | 0-1 |     | 1-0 | 2-0 | 0-0 | 1-1 | 0-1 | 1-1 |
| Al-Wakrah Sports Club      | 1-3 | 0-4 | 1-4 | 0-1 | 3-2 | 4-1 |     | 1-1 | 0-1 | 1-2 | 7-0 | 5-2 |
| Al Kharitiyath Sports Club | 0-2 | 0-1 | 0-4 | 0-2 | 1-0 | 0-1 | 4-2 |     | 0-6 | 1-1 | 2-1 | 2-1 |
| Al-Arabi Sports Club       | 0-2 | 0-5 | 1-1 | 2-3 | 2-1 | 2-1 | 3-2 | 1-2 |     | 2-2 | 6-2 | 1-2 |
| Al-Sailiya Sports Club     | 1-3 | 0-2 | 0-1 | 1-0 | 0-0 | 1-2 | 0-3 | 0-0 | 0-2 |     | 1-1 | 0-1 |
| Al Shamal                  | 0-2 | 0-3 | 1-2 | 0-3 | 1-1 | 1-5 | 1-2 | 0-1 | 0-7 | 0-3 |     | 0-1 |
| Al Ahly Doha               | 2-6 | 1-2 | 0-0 | 1-0 | 1-4 | 3-2 | 4-5 | 2-3 | 0-4 | 1-2 | 6-2 |     |

#### Barrage de promotion-relégation
Le 11e de Qatar Stars League affronte le vice-champion de deuxième division, Al-Mesaimeer Sports Club lors d'un barrage afin de connaître le dernier club qui participera à la prochaine saison parmi l'élite.
| Équipe 1               | Résultat | Équipe 2                 |
| ---------------------- | -------- | ------------------------ |
| Al-Sailiya Sports Club | 2 - 0    | Al-Mesaimeer Sports Club |

## Bilan de la saison
| Championnat du Qatar de football 2009-2010                        |                                   |
| Champion                                                          | Al-Gharafa Sports Club (7e titre) |
| Coupes et trophées                                                |                                   |
| Vainqueur de la Coupe du Qatar 2009-2010                          | Al-Rayyan SC                      |
| Qualifications continentales                                      |                                   |
| Ligue des champions de l'AFC 2011                                 | Al-Gharafa Sports Club            |
| Ligue des champions de l'AFC 2011                                 | Al-Rayyan SC                      |
| Ligue des champions de l'AFC 2011                                 | Sadd Sports Club (barrages)       |
| Coupe des clubs champions du golfe Persique 2011                  | Al-Arabi Sports Club              |
| Coupe des clubs champions du golfe Persique 2011                  | Al Kharitiyath Sports Club        |
| Promotions et relégations                                         |                                   |
| Promus en Qatar Stars League                                      | Lekhwiya Sports Club              |
| Relégués en Championnat du Qatar de football de deuxième division | Al Shamal                         |